# Virgil Jacomini
Virgil Victor Jacomini, ameriški veslač, * 30. maj 1899, † 4. oktober 1984.
Jacomini je za ZDA nastopil na Poletnih olimpijskih igrah 1920 v Antwerpnu, kjer je v osmercem osvojil zlato medaljo.